# Star Wars: The Last Jedi
Star Wars: The Last Jedi (Brasil: Star Wars: Episódio VIII – Os Últimos Jedi ou Star Wars – Os Últimos Jedi; Portugal: Star Wars: Os Últimos Jedi ou Star Wars: Episódio VIII – Os Últimos Jedi; PALOP: Star Wars: Os Últimos Jedi) é uma space opera épica estadunidense de 2017, escrita e dirigida por Rian Johnson, sendo o oitavo filme da franquia Star Wars e a sequência de Star Wars: O Despertar da Força, de 2015. Segundo filme da trilogia sequela, produzido pela Lucasfilm Ltd. e distribuído pela Walt Disney Studios Motion Pictures, é também o terceiro título da saga Star Wars de Kathleen Kennedy, após se tornar presidente da Lucasfilm e gerente de marca da franquia. Ram Bergman desempenhou o papel de produtor ao lado de Kathleen.
Em junho de 2014, foi confirmado que Rian Johnson iria escrever e dirigir o oitavo episódio da franquia, e também escrever o tratamento do Star Wars: The Rise of Skywalker. Daisy Ridley, Mark Hamill, John Boyega, Oscar Isaac, e demais membros do elenco estarão de volta em seus papéis anteriores, com inclusão de novos membros ao elenco: Benicio del Toro, Laura Dern, e Kelly Marie Tran. As filmagens tiveram início em fevereiro de 2016 e terminaram em julho do mesmo ano.
A pré-estreia de Star Wars: Os Últimos Jedi ocorreu em 9 de dezembro de 2017 no Shrine Auditorium, em Los Angeles. Estreou nos Estados Unidos em dia 15 de dezembro 2017 nos formatos convencional, 3D e IMAX 3D. Foi aclamado pela crítica especializada, que o considerou o melhor filme da saga desde O Império Contra-Ataca, de 1980. O enredo, as atuações, as sequências de ação, os efeitos visuais, a trilha sonora e o peso emocional apresentado na narrativa foram os pontos destacados. Em contrapartida, foi recebido de forma negativa pelo público. No site agregador Rotten Tomatoes, obteve a nota mais baixa de todos os filmes Star Wars entre os espectadores com 44% de aprovação. Arrecadou mais de US$ 1,3 bilhão mundialmente, sendo a maior bilheteria doméstica do ano e o longa-metragem mais rentável em 2017. Em sua abertura no mercado interno, Estados Unidos e Canadá, registrou a terceira maior receita da história ao atingir US$ 220 milhões, ficando atrás apenas de Avengers: Infinity War, que fizera US$ 257,7 milhões em 2018, e Star Wars: O Despertar da Força, que totalizou US$ 247,9 milhões em 2015, sendo a segunda melhor marca da franquia Star Wars. É a sexta maior abertura mundial da história com US$ 450,8 milhões. Com US$ 241,6 milhões nos quatro primeiros dias de exibição nos Estados Unidos e Canadá, conquistou a quarta maior abertura de todos os tempos atrás de Star Wars: O Despertar da Força, que somou US$ 288 milhões em 2015, Avengers: Infinity War, que atingira US$ 282,4 milhões em 2018, e Black Panther, que registrou 242,1 em 2018. Está entre as maiores bilheterias da história no mercado interno norte-americano, faturando US$ 517,1 milhões de dólares. Recebeu duas indicações ao 71.º British Academy Film Awards, concorrendo nas categorias de Melhor Som e Melhores Efeitos Visuais, e quatro na 90.ª cerimônia do Oscar, incluindo Melhor Trilha Sonora pelas composições de John Williams, além de ser indicado para Melhor Edição de Som, Melhor Mixagem de Som e Melhores Efeitos Visuais.
A sequência e última parcela da trilogia sequela, intitulada Star Wars: The Rise of Skywalker, está programada para estrear em 20 de dezembro de 2019.

## Enredo
Integrantes da Resistência liderados pela general Leia Organa abandonam sua base principal quando uma frota da Primeira Ordem alcança o planeta onde eles estão. Após a batalha, as naves da Resistência fogem na velocidade da luz. Leia repreende Poe Dameron por um contra-ataque que, embora bem-sucedido, causou a perda de muitas vidas e naves; ao mesmo tempo, o Líder Supremo Snoke repreende o General Hux por ter deixado a Resistência escapar. Hux, entretanto, está usando um rastreador que consegue seguir naves na velocidade da luz, e inicia uma perseguição com a Resistência, que consegue manter distância, mas o combustível das naves, que também mantém o funcionamento dos escudos, está perto de acabar. Durante um ataque, Kylo Ren hesita em atirar na nave líder da Resistência ao sentir que Leia, sua mãe, está lá, mas caças TIE atiram e destroem a ponte de comando, matando muitos dos líderes que lá estavam, incluindo o célebre almirante Ackbar. Leia consegue se salvar usando a Força, mas fica inconsciente e severamente ferida, e assume o comando a Vice-almirante Amilyn Holdo. Desaprovando sua estratégia passiva, Poe, Finn, BB-8 e a mecânica de naves Rose Tico pensam num plano para desarmar o dispositivo de rastreamento da Primeira Ordem e contactam Maz Kanata, que indica um mercenário quebrador de códigos (decodificador, o popular hacker) que está em uma cidade-cassino chamada Canto Bight, no planeta Cantonica, e que usa uma flor vermelha na lapela.
Tendo chegado no planeta Ahch-To com Chewbacca e R2-D2 a bordo da Millenium Falcon, Rey encontra Luke Skywalker. Luke, entretanto, mesmo após saber da morte de Han Solo, frustra suas expectativas recusando-se a ensiná-la por causa de sua frustração com Ben Solo – que tornou-se Kylo Ren. Escondida de Luke, Rey começa a se comunicar com Kylo Ren através de um vínculo da Força que existe entre eles que permite que eles se vejam, conversem, e toquem pela Força. Convencido por R2-D2, que lhe mostra a gravação original de Leia pedindo ajuda a Ben Kenobi, Luke resolve iniciar Rey nos caminhos da Força, mas também conta a ela seus erros como Mestre Jedi. Luke e Kylo contam a Rey diferentes versões do incidente que levou Kylo para o lado escuro da Força e Luke para o exílio. Sem conseguir convencer Luke a juntar-se à Resistência, Rey vai embora de Ahch-To sem ele, disposta a confrontar Kylo Ren sozinha, pois ainda sente que há luz dentro dele. Luke vê o espírito de seu mestre, Yoda, que destrói o templo Jedi de Ahch-To e lhe ensina que o fracasso é capaz de ensinar muito mais que o sucesso, e que ele não deve perder Rey.
Na nave da Resistência, Amilyn Holdo revela seu plano de fugir discretamente em pequenas naves de transporte camufladas. Considerando a estratégia covarde e arriscada, Poe instiga um motim e prende Holdo. Finn, Rose e BB-8 seguem para Canto Bight e entram num cassino frequentado por ricos vendedores de armas. Eles encontram o homem com a flor vermelha, mas são presos pela polícia por estacionarem a nave em local proibido. Na cadeia, eles encontram DJ, que diz ser capaz de quebrar os códigos que eles precisam, em troca de dinheiro. Com a ajuda de algumas crianças escravas, eles conseguem escapar de Canto Bight junto com DJ, e eles de fato conseguem adentrar a nave, mas são descobertos pela Capitã Phasma e capturados – BB-8 consegue escapar. Enquanto isso, Rey chega na mesma nave da Primeira Ordem onde eles estão e é imediatamente capturada por Kylo Ren, que a leva a Snoke, que demonstra ser muito mais poderoso que ela. Rey tenta convencer Kylo a juntar-se Lado da Luz. Snoke afirma ter sido o responsável pela comunicação mental entre Rey e Kylo, e que tudo era parte de um plano seu para encontrar e destruir Luke Skywalker. Ao receber ordem para matar Rey, Kylo traí o seu mestre para salvá-la. Ele engana Snoke, matando-o, usando o sabre de luz por telecinese, ao invés de matar Rey. Kylo e Rey lutam juntos contra os guardas de Snoke; após a batalha, Kylo revela que os pais de Rey eram dois sucateiros que a abandonaram em troca de bebida, e pede a Rey que se junte a ele para juntos governarem a galáxia. Rey recusa e pede que ele ajude a frota Resistência. Ambos usam a Força um contra o outro, Rey consegue escapar e Kylo autodeclara-se o novo Líder Supremo.
Finalmente recuperada, Leia neutraliza Poe e solta Amilyn Holdo, dando início à fuga nas naves menores. Holdo sacrifica-se permanecendo na nave principal para dar cobertura, enquanto as demais naves escaparam para o planeta Crait, que tem uma antiga base da Aliança Rebelde abandonada. Na nave da Primeira Ordem, DJ, que estava sendo preso junto com Finn e Rose, os trai revelando os planos de evacuação da Resistência. Naves da Primeira Ordem começam a atacar as pequenas naves da Resistência e destroem quase todas, mas Holdo acelera sua nave à velocidade da luz na direção da nave da Primeira Ordem, destruindo-a num ataque kamikaze. As pequenas naves restantes conseguem entrar na antiga base da Aliança Rebelde em Crait. BB-8 liberta Rose e Finn, que escapam após derrotarem a Capitã Phasma, e juntam-se aos sobreviventes em Crait. Quando a Primeira Ordem chega no planeta, Poe, Finn e Rose juntam-se num ataque usando velhos armamentos, mas começam a perder a batalha. Chewbacca chega pilotando a Millenium Falcon com Rey e leva os caças TIE com ele, destruindo-os numa perseguição nas cavernas.
Rose salva Finn, que estava prestes a se matar indo de encontro à arma usada pela Primeira Ordem para invadir a base. Luke aparece e confronta Kylo sozinho, dando, à Resistência, tempo para escapar pelos fundos da base. Kylo tenta golpear Luke mas descobre que ele é na verdade apenas uma projeção – Luke ainda está em Ahch-To. Luke desafia Kylo dizendo-lhe que não é o último Jedi, enquanto Rey levita pedras usando a Força nos fundos da base, permitindo à Resistência escapar. Em Ahch-To, Luke, exausto pelo esforço da projeção, desaparece da mesma forma que Yoda, unindo-se à Força. Os poucos integrantes da Resistência escapam a bordo da Millenium Falcon. Ao ser questionada, Leia afirma que tudo que a rebelião precisa para se reerguer está a bordo daquela pequena nave onde eles estão.
Em Canto Bight, uma das crianças escravas que ajudou Finn e Rose a escapar ficou com um anel que tem o símbolo da Resistência. Esta criança, sem perceber, usa a Força rapidamente para pegar uma vassoura, e a empunha como se fosse um sabre de luz ao olhar para as estrelas no céu.

## Enquadramento no universoStar Wars
| Filmes e séries | Filmes e séries                     | Calendário ficcional (em anos) | Calendário ficcional (em anos) | Calendário ficcional (em anos) | Calendário ficcional (em anos) | Calendário ficcional (em anos) | Calendário ficcional (em anos) | Calendário ficcional (em anos) | Calendário ficcional (em anos) | Calendário ficcional (em anos) | Calendário ficcional (em anos) | Calendário ficcional (em anos) | Calendário ficcional (em anos) | Calendário ficcional (em anos) | Calendário ficcional (em anos) | Calendário ficcional (em anos) | Calendário ficcional (em anos) | Calendário ficcional (em anos) | Calendário ficcional (em anos) | Calendário ficcional (em anos) | Calendário ficcional (em anos) | Calendário ficcional (em anos) | Calendário ficcional (em anos) | Calendário ficcional (em anos) | Calendário ficcional (em anos) | Calendário ficcional (em anos) | Calendário ficcional (em anos) | Calendário ficcional (em anos) | Calendário ficcional (em anos) | Calendário ficcional (em anos) | Calendário ficcional (em anos) | Calendário ficcional (em anos) | Calendário ficcional (em anos) | Calendário ficcional (em anos) | Calendário ficcional (em anos) | Calendário ficcional (em anos) | Calendário ficcional (em anos) | Calendário ficcional (em anos) | Calendário ficcional (em anos) | Calendário ficcional (em anos) | Calendário ficcional (em anos) | Calendário ficcional (em anos) | Calendário ficcional (em anos) | Calendário ficcional (em anos) | Calendário ficcional (em anos) | Calendário ficcional (em anos) | Calendário ficcional (em anos) | Calendário ficcional (em anos) | Calendário ficcional (em anos) | Calendário ficcional (em anos) | Calendário ficcional (em anos) |
| Filmes e séries | Filmes e séries                     | Antes da Batalha de Yavin      | Antes da Batalha de Yavin      | Antes da Batalha de Yavin      | Antes da Batalha de Yavin      | Antes da Batalha de Yavin      | Antes da Batalha de Yavin      | Antes da Batalha de Yavin      | Antes da Batalha de Yavin      | Antes da Batalha de Yavin      | Antes da Batalha de Yavin      | Antes da Batalha de Yavin      | Antes da Batalha de Yavin      | Antes da Batalha de Yavin      | Antes da Batalha de Yavin      | Antes da Batalha de Yavin      | Antes da Batalha de Yavin      | Antes da Batalha de Yavin      | Antes da Batalha de Yavin      | Antes da Batalha de Yavin      | Antes da Batalha de Yavin      | Antes da Batalha de Yavin      | Antes da Batalha de Yavin      | Antes da Batalha de Yavin      | Antes da Batalha de Yavin      | Antes da Batalha de Yavin      | Antes da Batalha de Yavin      | Antes da Batalha de Yavin      | Antes da Batalha de Yavin      | Antes da Batalha de Yavin      | Antes da Batalha de Yavin      | Depois da Batalha de Yavin     | Depois da Batalha de Yavin     | Depois da Batalha de Yavin     | Depois da Batalha de Yavin     | Depois da Batalha de Yavin     | Depois da Batalha de Yavin     | Depois da Batalha de Yavin     | Depois da Batalha de Yavin     | Depois da Batalha de Yavin     | Depois da Batalha de Yavin     | Depois da Batalha de Yavin     | Depois da Batalha de Yavin     | Depois da Batalha de Yavin     | Depois da Batalha de Yavin     | Depois da Batalha de Yavin     | Depois da Batalha de Yavin     | Depois da Batalha de Yavin     | Depois da Batalha de Yavin     | Depois da Batalha de Yavin     | Depois da Batalha de Yavin     |
| Filmes e séries | Filmes e séries                     | 33                             | 32                             | 31                             | 30–24                          | 23                             | 22                             | 21                             | 20                             | 19                             | 18                             | 17                             | 16                             | 15                             | 14                             | 13                             | 12                             | 11                             | 10                             | 9                              | 8                              | 7                              | 6                              | 5                              | 4                              | 3                              | 2                              | 1                              | 0                              | 0                              | 0                              | 0                              | 1                              | 2                              | 3                              | 4                              | 5                              | 6                              | 7                              | 8                              | 9                              | 10                             | 11                             | 12–31                          | 32                             | 33                             | 34                             | 34                             | 35                             | 36-49                          | 50                             |
| --- | ----------------------------------- | ------------------------------ | ------------------------------ | ------------------------------ | ------------------------------ | ------------------------------ | ------------------------------ | ------------------------------ | ------------------------------ | ------------------------------ | ------------------------------ | ------------------------------ | ------------------------------ | ------------------------------ | ------------------------------ | ------------------------------ | ------------------------------ | ------------------------------ | ------------------------------ | ------------------------------ | ------------------------------ | ------------------------------ | ------------------------------ | ------------------------------ | ------------------------------ | ------------------------------ | ------------------------------ | ------------------------------ | ------------------------------ | ------------------------------ | ------------------------------ | ------------------------------ | ------------------------------ | ------------------------------ | ------------------------------ | ------------------------------ | ------------------------------ | ------------------------------ | ------------------------------ | ------------------------------ | ------------------------------ | ------------------------------ | ------------------------------ | ------------------------------ | ------------------------------ | ------------------------------ | ------------------------------ | ------------------------------ | ------------------------------ | ------------------------------ | ------------------------------ |
| A Ameaça Fantasma Ataque dos Clones A Vingança dos Sith |                                     |                                | I                              |                                |                                |                                | II                             |                                |                                | III                            |                                |                                |                                |                                |                                |                                |                                |                                |                                |                                |                                |                                |                                |                                |                                |                                |                                |                                |                                |                                |                                |                                |                                |                                |                                |                                |                                |                                |                                |                                |                                |                                |                                |                                |                                |                                |                                |                                |                                |                                |                                |
| Uma Nova Esperança O Império Contra-Ataca O Regresso de Jedi |                                     |                                |                                |                                | IV                             | IV                             | V                              | VI                             |                                |                                |                                |                                |                                |                                |                                |                                |                                |                                |                                |                                |                                |                                |                                |                                |                                |                                |                                |                                |                                |                                |                                |                                |                                |                                |                                |                                |                                |                                |                                |                                |                                |                                |                                |                                |                                |                                |                                |                                |                                |                                |                                |
| O Despertar da Força Os Últimos Jedi A Ascensão de Skywalker |                                     |                                |                                |                                |                                | VII                            | VIII                           | IX                             |                                |                                |                                |                                |                                |                                |                                |                                |                                |                                |                                |                                |                                |                                |                                |                                |                                |                                |                                |                                |                                |                                |                                |                                |                                |                                |                                |                                |                                |                                |                                |                                |                                |                                |                                |                                |                                |                                |                                |                                |                                |                                |                                |
| Rogue One Solo |                                     | a                              | R1                             |                                |                                |                                |                                |                                |                                |                                |                                |                                |                                |                                |                                |                                |                                |                                |                                |                                |                                |                                |                                |                                |                                |                                |                                |                                |                                |                                |                                |                                |                                |                                |                                |                                |                                |                                |                                |                                |                                |                                |                                |                                |                                |                                |                                |                                |                                |                                |                                |
| Rogue One Solo | a                                   | S                              |                                |                                |                                |                                |                                |                                |                                |                                |                                |                                |                                |                                |                                |                                |                                |                                |                                |                                |                                |                                |                                |                                |                                |                                |                                |                                |                                |                                |                                |                                |                                |                                |                                |                                |                                |                                |                                |                                |                                |                                |                                |                                |                                |                                |                                |                                |                                |                                |                                |
| The Clone Wars (+ Filme) The Bad Batch Obi-Wan Kenobi Rebels Andor Resistance The Mandalorian O Livro de Boba Fett Ahsoka |                                     | Clone Wars                     | Clone Wars                     | Clone Wars                     | Clone Wars                     |                                |                                |                                |                                |                                |                                |                                |                                |                                |                                |                                |                                |                                |                                |                                |                                |                                |                                |                                |                                |                                |                                |                                |                                |                                |                                |                                |                                |                                |                                |                                |                                |                                |                                |                                |                                |                                |                                |                                |                                |                                |                                |                                |                                |                                |                                |
| The Clone Wars (+ Filme) The Bad Batch Obi-Wan Kenobi Rebels Andor Resistance The Mandalorian O Livro de Boba Fett Ahsoka |                                     |                                | BB                             |                                |                                |                                |                                |                                |                                |                                |                                |                                |                                |                                |                                |                                |                                |                                |                                |                                |                                |                                |                                |                                |                                |                                |                                |                                |                                |                                |                                |                                |                                |                                |                                |                                |                                |                                |                                |                                |                                |                                |                                |                                |                                |                                |                                |                                |                                |                                |                                |
| The Clone Wars (+ Filme) The Bad Batch Obi-Wan Kenobi Rebels Andor Resistance The Mandalorian O Livro de Boba Fett Ahsoka |                                     | K                              |                                |                                |                                |                                |                                |                                |                                |                                |                                |                                |                                |                                |                                |                                |                                |                                |                                |                                |                                |                                |                                |                                |                                |                                |                                |                                |                                |                                |                                |                                |                                |                                |                                |                                |                                |                                |                                |                                |                                |                                |                                |                                |                                |                                |                                |                                |                                |                                |                                |
| The Clone Wars (+ Filme) The Bad Batch Obi-Wan Kenobi Rebels Andor Resistance The Mandalorian O Livro de Boba Fett Ahsoka |                                     | Rebels                         | Rebels                         | Rebels                         | Rebels                         | Rebels                         | Rebels                         | b                              |                                |                                |                                |                                |                                |                                |                                |                                |                                |                                |                                |                                |                                |                                |                                |                                |                                |                                |                                |                                |                                |                                |                                |                                |                                |                                |                                |                                |                                |                                |                                |                                |                                |                                |                                |                                |                                |                                |                                |                                |                                |                                |                                |
| The Clone Wars (+ Filme) The Bad Batch Obi-Wan Kenobi Rebels Andor Resistance The Mandalorian O Livro de Boba Fett Ahsoka | Andor                               |                                |                                |                                |                                |                                |                                |                                |                                |                                |                                |                                |                                |                                |                                |                                |                                |                                |                                |                                |                                |                                |                                |                                |                                |                                |                                |                                |                                |                                |                                |                                |                                |                                |                                |                                |                                |                                |                                |                                |                                |                                |                                |                                |                                |                                |                                |                                |                                |                                |                                |
| The Clone Wars (+ Filme) The Bad Batch Obi-Wan Kenobi Rebels Andor Resistance The Mandalorian O Livro de Boba Fett Ahsoka |                                     |                                |                                |                                |                                | Resistance                     |                                |                                |                                |                                |                                |                                |                                |                                |                                |                                |                                |                                |                                |                                |                                |                                |                                |                                |                                |                                |                                |                                |                                |                                |                                |                                |                                |                                |                                |                                |                                |                                |                                |                                |                                |                                |                                |                                |                                |                                |                                |                                |                                |                                |                                |
| The Clone Wars (+ Filme) The Bad Batch Obi-Wan Kenobi Rebels Andor Resistance The Mandalorian O Livro de Boba Fett Ahsoka | M                                   |                                |                                |                                |                                |                                |                                |                                |                                |                                |                                |                                |                                |                                |                                |                                |                                |                                |                                |                                |                                |                                |                                |                                |                                |                                |                                |                                |                                |                                |                                |                                |                                |                                |                                |                                |                                |                                |                                |                                |                                |                                |                                |                                |                                |                                |                                |                                |                                |                                |                                |
| The Clone Wars (+ Filme) The Bad Batch Obi-Wan Kenobi Rebels Andor Resistance The Mandalorian O Livro de Boba Fett Ahsoka | BF                                  |                                |                                |                                |                                |                                |                                |                                |                                |                                |                                |                                |                                |                                |                                |                                |                                |                                |                                |                                |                                |                                |                                |                                |                                |                                |                                |                                |                                |                                |                                |                                |                                |                                |                                |                                |                                |                                |                                |                                |                                |                                |                                |                                |                                |                                |                                |                                |                                |                                |                                |
| The Clone Wars (+ Filme) The Bad Batch Obi-Wan Kenobi Rebels Andor Resistance The Mandalorian O Livro de Boba Fett Ahsoka | A                                   |                                |                                |                                |                                |                                |                                |                                |                                |                                |                                |                                |                                |                                |                                |                                |                                |                                |                                |                                |                                |                                |                                |                                |                                |                                |                                |                                |                                |                                |                                |                                |                                |                                |                                |                                |                                |                                |                                |                                |                                |                                |                                |                                |                                |                                |                                |                                |                                |                                |                                |
| Era | Era                                 | Queda dos Jedi                 | Queda dos Jedi                 | Queda dos Jedi                 | Queda dos Jedi                 | Queda dos Jedi                 | Queda dos Jedi                 | Queda dos Jedi                 | Queda dos Jedi                 | Queda dos Jedi                 | Ascensão do Império            | Ascensão do Império            | Ascensão do Império            | Ascensão do Império            | Ascensão do Império            | Ascensão do Império            | Ascensão do Império            | Ascensão do Império            | Ascensão do Império            | Ascensão do Império            | Ascensão do Império            | Ascensão do Império            | Ascensão do Império            | Era da Rebelião                | Era da Rebelião                | Era da Rebelião                | Era da Rebelião                | Era da Rebelião                | Era da Rebelião                | Era da Rebelião                | Era da Rebelião                | Era da Rebelião                | Era da Rebelião                | Era da Rebelião                | Era da Rebelião                | Era da Rebelião                | Era da Rebelião                | A Nova República               | A Nova República               | A Nova República               | A Nova República               | A Nova República               | A Nova República               | A Nova República               | A Nova República               | Ascensão da Primeira Ordem     | Ascensão da Primeira Ordem     | Ascensão da Primeira Ordem     | Ascensão da Primeira Ordem     |                                | A Nova Ordem Jedi              |
| \| \| Prequela (Episódios I–III) \| \| \| Trilogia Original (Episódios IV–VI) \| \| \| Sequela (Episódios VII–IX) \| \| \| Filmes A Star Wars Story \| \| \| Séries \| a: Prólogo b: Epílogo Os episódios da web série Star Wars: Força do Destino passam-se em alturas diferentes, o que dificulta a sua inserção no cronograma. Também estão excluídos minisséries, contos, bandas desenhadas e livros do cânone oficial do Star-Wars, bem como o parque temático Star Wars: Galaxy’s Edge (entre VIII e IX). A cronologia usa o calendário ficcional do universo Star-Wars em anos antes e depois da Batalha de Yavin. A Batalha de Yavin IV representa o final do Episódio IV, em que Luke Skywalker e os rebeldes destroem a primeira Estrela da Morte. |                                     |                                |                                |                                |                                |                                |                                |                                |                                |                                |                                |                                |                                |                                |                                |                                |                                |                                |                                |                                |                                |                                |                                |                                |                                |                                |                                |                                |                                |                                |                                |                                |                                |                                |                                |                                |                                |                                |                                |                                |                                |                                |                                |                                |                                |                                |                                |                                |                                |                                |                                |
| | Prequela (Episódios I–III)          |                                |                                |                                |                                |                                |                                |                                |                                |                                |                                |                                |                                |                                |                                |                                |                                |                                |                                |                                |                                |                                |                                |                                |                                |                                |                                |                                |                                |                                |                                |                                |                                |                                |                                |                                |                                |                                |                                |                                |                                |                                |                                |                                |                                |                                |                                |                                |                                |                                |                                |
| | Trilogia Original (Episódios IV–VI) |                                |                                |                                |                                |                                |                                |                                |                                |                                |                                |                                |                                |                                |                                |                                |                                |                                |                                |                                |                                |                                |                                |                                |                                |                                |                                |                                |                                |                                |                                |                                |                                |                                |                                |                                |                                |                                |                                |                                |                                |                                |                                |                                |                                |                                |                                |                                |                                |                                |                                |
| | Sequela (Episódios VII–IX)          |                                |                                |                                |                                |                                |                                |                                |                                |                                |                                |                                |                                |                                |                                |                                |                                |                                |                                |                                |                                |                                |                                |                                |                                |                                |                                |                                |                                |                                |                                |                                |                                |                                |                                |                                |                                |                                |                                |                                |                                |                                |                                |                                |                                |                                |                                |                                |                                |                                |                                |
| | Filmes A Star Wars Story            |                                |                                |                                |                                |                                |                                |                                |                                |                                |                                |                                |                                |                                |                                |                                |                                |                                |                                |                                |                                |                                |                                |                                |                                |                                |                                |                                |                                |                                |                                |                                |                                |                                |                                |                                |                                |                                |                                |                                |                                |                                |                                |                                |                                |                                |                                |                                |                                |                                |                                |
| | Séries                              |                                |                                |                                |                                |                                |                                |                                |                                |                                |                                |                                |                                |                                |                                |                                |                                |                                |                                |                                |                                |                                |                                |                                |                                |                                |                                |                                |                                |                                |                                |                                |                                |                                |                                |                                |                                |                                |                                |                                |                                |                                |                                |                                |                                |                                |                                |                                |                                |                                |                                |

## Elenco
- Daisy Ridley como Rey, uma sucateira do planeta Jakku que se aliou à Resistência e procurou por Luke Skywalker.
- Adam Driver como Kylo Ren, um devoto do Supremo Líder Snoke e usuário do lado negro da força.
- Mark Hamill como Luke Skywalker, um jedi que se exilou no planeta Ahch-To, irmão de Leia.
- Carrie Fisher como General Leia Organa, a líder e general da Resistência, irmã de Luke e viúva de Han Solo.
- John Boyega como Finn, um antigo stormtrooper que se aliou à Resistência.
- Kelly Marie Tran como Rose Tico, uma nova aliada de Finn
- Oscar Isaac como Poe Dameron, um piloto da Resistência.
- Laura Dern como Vice-almirante Amilyn Holdo, uma das líderes da Resistência, e antiga amiga de Leia, que assume a liderança do grupo.
- Peter Mayhew e Joonas Suotamo como Chewbacca, o antigo aliado de Han Solo, agora participante da Resistência e aliado de Rey.
- Domhnall Gleeson como General Hux, o líder da estação espacial da Primeira Ordem.
- Lupita Nyong'o como Maz Kanata, uma antiga amiga de Han Solo e Chewbacca que ajuda Rey, Finn e Poe.
- Anthony Daniels como C3PO, um droid de protocolo à serviço da Resistência.
- Jimmy Vee como R2D2, um droid de manutenção à serviço da Resistência.
- Mike Quinn como Nien Nunb
- Gwendoline Christie como Capitã Phasma, líder do esquadrão de stormtroopers da Primeira Ordem.
- Andy Serkis como Líder Supremo Snoke, o líder da Primeira Ordem.
- Billie Lourd como Tenente Connix, uma das líderes da Resistência.
- Tim Rose como Almirante Ackbar, um dos líderes das naves da Resistência..
- Benicio del Toro como DJ
- Frank Oz como Mestre Yoda
- Veronica Ngo como Paige Tico, irmã de Rose que se sacrifica pela Resistência

## Produção
Em junho de 2014, o diretor Rian Johnson foi relatado para estar em negociações para escrever e dirigir o segundo filme da trilogia sequela, o Episódio VIII, e para escrever um tratamento para o Episódio IX, com Ram Bergman produzindo ambos os filmes. Johnson confirmou em agosto de 2014 que iria dirigir o Episódio VIII. Em setembro, o cineasta Terry Gilliam perguntou a Johnson sobre o que sentia como assumir algo que ficou famoso por outro cineasta, Johnson respondeu:
| “              | Estou apenas começando, mas até agora, honestamente, é o mais divertido que eu já tive escrito. É apenas alegre. Mas também para mim pessoalmente, eu cresci não apenas assistindo a esses filmes, mas brincando com esses brinquedos, então, como uma criança, os primeiros filmes que eu estava fazendo na minha cabeça foram definidos neste mundo. Uma grande parte disso é que a conexão direta, quase como um automático sacudindo de volta para a infância de uma forma estranha. Mas eu não sei, me pergunte novamente em alguns anos e nós poderemos falar sobre isso. | ” |
| — Rian Johnson | |   |

Johnson teve um grupo de histórias
trabalhando no filme assistindo filmes como Almas em Chamas, A Ponte do Rio Kwai, Gunga Din, Sahara e Letter Never Send por inspiração ao desenvolver ideias para o filme. Adicionalmente, sentiu que era difícil trabalhar no filme quando O Despertar da Força estava sendo terminada. Johnson também notou como o filme iria pegar imediatamente após a última cena de O Despertar da Força. J. J. Abrams, que dirigiu O Despertar da Força, é agora um produtor executivo junto com Jason McGatlin, Tommy Harper e Tom Karnowski.

### Filmagens
As filmagens começaram em 15 de fevereiro de 2016, no Pinewood Studios, e Benicio del Toro, Laura Dern e Kelly Marie Tran foram anunciados como novos membros do elenco. As gravações tinham sido adiadas devido Rian alterar o roteiro. Rumores indicam que o filme iria contar com novas personagens femininas, mas graças ao sucesso de Rey, Finn e Poe entre o público, o papel delas foi diminuído para se focar nos personagens apresentados no filme anterior.
Em janeiro foi confirmado filmagens em Dubrovnik, Croácia. Com início das gravações em 09 de março e contaram com John Boyega, Kelly Marie Tran e relatos de filmagens sobre perseguições a noturnas. No sexto dia de gravações na Croácia, um temporal atrasou o cronograma de gravação, que incluía uma tomada num navio.
Quando já encerradas as filmagens, no dia 27 de dezembro de 2016, a atriz Carrie Fisher, que interpretara a General Leia Organa, faleceu vítima de um ataque cardíaco após ter permanecido internada por cinco dias.

## Recepção

### Bilheteria
Até o dia 19 de abril de 2018, Star Wars: The Last Jedi arrecadou US$ 620,2 milhões nos Estados Unidos e Canadá e US$ 712,4 milhões em outros territórios, totalizando US$ 1,3 bilhão.

#### Estados Unidos e Canadá
Star Wars: The Last Jedi arrecadou 620,2 milhões nos Estados Unidos e Canadá, sendo a maior bilheteria doméstica do ano. Em sua abertura no mercado interno, Estados Unidos e Canadá, registrou a terceira maior receita da história ao atingir US$ 220 milhões, ficando atrás apenas de Avengers: Infinity War, que fizera US$ 257,7 milhões em 2018, e Star Wars: O Despertar da Força, que totalizou US$ 247,9 milhões em 2015, sendo a segunda melhor marca da franquia Star Wars. Com US$ 241,6 milhões nos quatro primeiros dias de exibição nos Estados Unidos e Canadá, conquistou a quarta maior abertura de todos os tempos atrás de Star Wars: O Despertar da Força, que somou US$ 288 milhões em 2015, Avengers: Infinity War, que atingira US$ 282,4 milhões em 2018, e Black Panther, que registrou 242,1 em 2018. Mantém a oitava posição entre as maiores bilheterias da história no mercado interno, sendo superado por Star Wars: O Despertar da Força, Avatar, Black Panther, Titanic, Avengers: Infinity War, Jurassic World e Marvel's The Avengers.

#### Exterior
Totalizou US$ 712,4 milhões em outros territórios, tornando-se o longa-metragem mais rentável em 2017. É a sexta maior abertura mundial da história com US$ 450,8 milhões.

### Crítica
No site agregador de resenhas Rotten Tomatoes, Star Wars: The Last Jedi tem um índice de aprovação de 91% baseado em 429 resenhas, com uma nota média de 8,09/10. O consenso de crítica é que "Star Wars: The Last Jedi honra a saga com um legado rico enquanto adiciona algumas reviravoltas surpreendentes — e entregando ação emocionante que os fãs esperavam." No site Metacritic, o filme tem uma nota de 85 de 100, baseado em 56 resenhas, indicando "acamação universal".
Em sua análise publicada no site AdoroCinema, o crítico João Carlos Correia diz que "Star Wars: Os Últimos Jedi (...) é o mais longo de toda a saga. Mas, Star Wars: Os Últimos Jedi flui tão bem na tela que não se sente o tempo passar, mesmo com tantas tramas paralelas. A saga sempre criticou, seja de modo aberto ou sutil, a ordem estabelecida, as ditaduras, o imperialismo, a corrupção e o sistema capitalista que geram problemas como intolerância, preconceito, racismo e xenofobia e levam os seus personagens não apenas a uma batalha do Bem contra o Mal, mas a uma verdadeira guerra de classes". Faz notar que "Como é de praxe, acompanhando o sucesso, vem as polêmicas e a saga Star Wars as têm, em particular as de cunho religioso como o esoterismo da Força, o nascimento de Anakin Skywalker sem a presença física de um pai, o que fez muitos seguidores de crenças diversas - principalmente os fundamentalistas - protestarem; e a semelhança do personagem Chirrut Imwe, de Rogue One - Uma História Star Wars, com a figura bíblica Nicodemos (...). Em Star Wars: O Último Jedi, o Mestre Jedi Luke Skywalker juntou doze discípulos para ensinar-lhes o caminho da Força. Dentre esses discípulos estava Ben Solo, que traiu seu mestre indo para o lado negro e tornou-se Kylo Ren. Um mestre, doze discípulos e um traidor entre eles? Soa familiar...". E acrescenta: "Porém, Star Wars: O Último Jedi não é apenas denúncia e polêmica, também é diversão no mais alto nível com suas cenas de ação, humor  harmoniosamente intercaladas e entrosadas com as de comoção e romance (...)".
Richard Roeper do Chicago Sun-Times deu ao filme 3,5 estrelas (de 4), afirmando que "Star Wars: The Last Jedi ... não tem o mesmo peso emocional [como em The Force Awakens] e se enrola na sua segunda metade, [mas] mas ainda é um capítulo relevante na franquia Star Wars, com sequências de ação excitantes, com bom humor e contendo mais do que alguns callbacks a personagens anteriores e momentos icônicos." Para o The Hollywood Reporter, Todd McCarthy escreveu: "Carregado de ação e satisfatório da maneira que seu público leal quer que seja, o escritor-diretor Rian Johnson pula no universo de George Lucas de forma satisfatória e as vezes se esforça para encontrar algo útil e/ou coisas interessantes para os personagens fazer."
Por outro lado, Richard Brody do The New Yorker escreveu: "Apesar de alguns toques decorativos impressionantes (a maioria envolvendo a cor vermelha) e a breve sequência com múltiplas Reys, o filme parece compactado, achatado, terrivelmente purificado. Acima de tudo, oferece uma narrativa de consenso aterradora e calculada, uma universalidade artificial que é alcançada, em partes, através de referências religiosas." Kate Taylor, do The Globe and Mail, deu ao filme uma nota 2 (de 4), dizendo que o filme sofreu muitas adições e redações, "Novos animais bacanas, um vilão que amadurece, uma heroína marcante, humor abafado – na tentativa de defender um gigantesco legado cultural, essa trilogia em desenvolvimento luta para manter um equilíbrio que muitas vezes parece fora de alcance." Owen Gleiberman da Variety criticou o filme por ser muito derivado dos filmes passados dizendo: "agora está repetindo coisas que já foram repetidas. O enredo dos rebeldes, com os heróis desgastados lutando para manter seus espíritos de luta, parece uma reformulação do que passamos um ano atrás em Rogue One,e as tentativas de ecoar a aparência, o humor e o design sombrio de 'The Empire Strikes Back' agora deixa claro que a nova trilogia é um monumento oficial à nostalgia."

### Prêmios e indicações
| Premiação              | Data da cerimônia       | Categoria                                                 | Indicação                                                                               | Resultado | Ref.          |
| ---------------------- | ----------------------- | --------------------------------------------------------- | --------------------------------------------------------------------------------------- | --------- | ------------- |
| Visual Effects Society | 13 de fevereiro de 2018 | Outstanding Visual Effects in a Photoreal Feature         | Ben Morris, Tim Keene, Eddie Pasquarello, Daniel Seddon e Chris Corbould                | Indicado  | [ 46 ] [ 47 ] |
| Visual Effects Society | 13 de fevereiro de 2018 | Outstanding Virtual Cinematography in a Photoreal Project | Cameron Nielsen, Albert Cheng, John Levin e Johanes Kurnia por "Crait Surface Battle"   | Indicado  | [ 46 ] [ 47 ] |
| Visual Effects Society | 13 de fevereiro de 2018 | Outstanding Effects Simulations in a Photoreal Feature    | Peter Kyme, Miguel Perez Senet, Ahmed Gharraph e Billy Copley por "Bombing Run"         | Indicado  | [ 46 ] [ 47 ] |
| Visual Effects Society | 13 de fevereiro de 2018 | Outstanding Effects Simulations in a Photoreal Feature    | Mihai Cioroba, Ryoji Fujita, Jiyong Shin, Dan Finnegan por "Mega Destroyer Destruction" | Indicado  | [ 46 ] [ 47 ] |
| BAFTA                  | 18 de fevereiro de 2018 | Melhor Som                                                | Ren Klyce, David Parker, Michael Semanick, Stuart Wilson e Matthew Wood                 | Indicado  | [ 48 ] [ 49 ] |
| BAFTA                  | 18 de fevereiro de 2018 | Melhores Efeitos Visuais                                  | Stephen Alpin, Chris Courbould, Ben Morris e Neal Scanlan                               | Indicado  | [ 48 ] [ 49 ] |
| Oscar                  | 4 de março de 2018      | Melhor Trilha Sonora                                      | John Williams                                                                           | Indicado  | [ 50 ] [ 51 ] |
| Oscar                  | 4 de março de 2018      | Melhor Edição de Som                                      | Matthew Wood e Ren Klyce                                                                | Indicado  | [ 50 ] [ 51 ] |
| Oscar                  | 4 de março de 2018      | Melhor Mixagem de Som                                     | David Parker, Michael Semanick, Ren Klyce e Stuart Wilson                               | Indicado  | [ 50 ] [ 51 ] |
| Oscar                  | 4 de março de 2018      | Melhores Efeitos Visuais                                  | Ben Morris, Mike Mulholland, Neal Scanlan e Chris Corbould                              | Indicado  | [ 50 ] [ 51 ] |
| Empire Awards          | 18 de março de 2018     | Melhor Filme                                              | Star Wars: The Last Jedi                                                                | Venceu    | [ 52 ] [ 53 ] |
| Empire Awards          | 18 de março de 2018     | Melhor Diretor                                            | Rian Johnson                                                                            | Venceu    | [ 52 ] [ 53 ] |
| Empire Awards          | 18 de março de 2018     | Melhor Ator                                               | John Boyega                                                                             | Indicado  | [ 52 ] [ 53 ] |
| Empire Awards          | 18 de março de 2018     | Melhor Atriz                                              | Daisy Ridley                                                                            | Venceu    | [ 52 ] [ 53 ] |
| Empire Awards          | 18 de março de 2018     | Melhor Revelação Feminina                                 | Kelly Marie Tran                                                                        | Indicada  | [ 52 ] [ 53 ] |
| Empire Awards          | 18 de março de 2018     | Melhor Filme de Ficção científica/Fantasia                | Star Wars: The Last Jedi                                                                | Indicado  | [ 52 ] [ 53 ] |
| Empire Awards          | 18 de março de 2018     | Melhor Direção de Arte                                    | Star Wars: The Last Jedi                                                                | Indicado  | [ 52 ] [ 53 ] |
| Empire Awards          | 18 de março de 2018     | Melhores Efeitos Visuais                                  | Star Wars: The Last Jedi                                                                | Venceu    | [ 52 ] [ 53 ] |
| Empire Awards          | 18 de março de 2018     | Melhor Figurino                                           | Michael Kaplan                                                                          | Venceu    | [ 52 ] [ 53 ] |

## Sequência
A sequência e última parcela da trilogia sequela, intitulada Star Wars: Episode IX - The Rise of Skywalker, está programada para estrear em 20 de dezembro de 2019.